# Cardus
Cardus is een geslacht van kreeftachtigen uit de klasse van de Malacostraca (hogere kreeftachtigen).

## Soort
- Cardus crucifer (Thomson, 1873)